# Le Coq du village (film, 1980)
Pour les articles homonymes, voir Le Coq du village.
Pour plus de détails, voir Fiche technique et Distribution.
Le Coq du village (Fico d'India) est un film italien réalisé par Steno, sorti en 1980, avec Renato Pozzetto, Gloria Guida, Aldo Maccione, Diego Abatantuono et Gianfranco Barra dans les rôles principaux.

## Synopsis
Lorenzo Millozzi (Renato Pozzetto) est le maire d'une petite ville de la province romaine. Un soir, en rentrant chez lui, il découvre le célèbre casanova local Ghigo Buccilli (Aldo Maccione) en train d'essayer de séduire sa femme, Lia Millozzi (Gloria Guida). Fou de rage, Millozzi le menace avec un pistolet et Buccilli est victime d'un malaise. Il survit, mais est obligé de se reposer et décide de rester chez le maire, qui, pour ne pas devenir l'objet des commérages de ses concitoyens, tente de cacher la disparition temporaire de Buccilli à la police.

## Fiche technique
- Titre : Le Coq du village
- Titre original : Fico d'India
- Réalisation : Steno
- Scénario : Steno, Renato Pozzetto, Enrico Vanzina, Sandro Continenza et Raimondo Vianello
- Directeur de la photographie : Carlo Carlini
- Montage : Raimondo Crociani
- Musique : Giancarlo Chiaramello
- Décors : Paola Comencini
- Producteur : Achille Manzotti (it)
- Société de production : Intercontinental Film Company
- Pays d'origine :  Italie
- Langue : Italien
- Format : Couleur
- Genre : Comédie
- Durée : 98 minutes
- Date de sortie : 
  - Italie : 9 octobre 1980

## Distribution
- Renato Pozzetto : Lorenzo Millozzi
- Gloria Guida : Lia Millozzi
- Aldo Maccione : Arrigo "Ghigo" Buccilli
- Diego Abatantuono : le chef des "Bêtes"
- Gianfranco Barra : le commissaire de Police
- Daniele Formica (it) : Lanzarotti
- Luca Sportelli (it) : don Eusebio
- Roberto Della Casa (it) : le portier
- Néstor Garay (it) : le frère de Lorenzo
- Dario Ghirardi : le barman
- Renato Montalbano : le médecin de la compagnie d'assurance
- Loredana Martinez (it) : Marcellina, la femme de ménage des Millozzi
- Licinia Lentini (it) : la femme de Cicognelli
- Giulio Massimini : Baldini, le contractuel
- Daniele Vargas : l'aide des Millozzi
- Angelo Pellegrino (it) : le secrétaire de Millozzi
- Sandro Ghiani (it) : Giovanni, un employé de la mairie
- Jimmy il Fenomeno : Arturo Brambilloni
- Pietro Zardini (it) : Mazzetti, le voisin de Millozzi
- Raimondo Penne : l'avocat Cicognelli

## Autour du film
- Le film a été tourné dans la région du Latium, notamment dans les villes de Bracciano, Anzio et Ostie.